# Ewa Filipczuk
Ewa Filipczuk (ur. 25 października 1951 w Łodzi) – polska poetka, autorka utworów dla dzieci.

## Życiorys
Absolwentka filologii polskiej na Uniwersytecie Śląskim. Jako poetka debiutowała na łamach „Odgłosów”. W latach 1981–1982 była redaktorką telewizyjną, następnie w latach 1987–1989 członkinią zespołu redakcyjnego mies. „Poezja”.

## Wyróżnienia
- Nagroda młodych im. S. Wyspiańskiego (1986)[1]

## Publikacje
- „Gra. Poezje” (Państwowy Instytut Wydawniczy 1977),
- „Cafe Chaos. Poezje” (Państwowy Instytut Wydawniczy 1980),
- „Czekam na ciebie w ciemnościach. Poezje” (Państwowy Instytut Wydawniczy 1986),
- „Hotele, pokoiki małe. Poezje” (Państwowy Instytut Wydawniczy 1989),
- „Paryska sukienka” (Stowarzyszenie Literackie im. K.K. Baczyńskiego, Łódź 1991),
- „Klucz” (Centauro, Łódź 1999),
- „Sieć” (Stowarzyszenie Pisarzy Polskich Oddział w Łodzi, Łódź 2003),
- „Czerwień, kolory ziemi” (Stowarzyszenie Pisarzy Polskich Oddział w Łodzi, Łódź 2022).